# Museo nazionale di storia naturale di Nuova Delhi
Il Museo nazionale di storia naturale di Nuova Delhi (in inglese: National Museum of Natural History, abbreviato NMNH) è stato un museo situato a Nuova Delhi, capitale dell'India. 
Fondato nel 1972 ed aperto al pubblico nel 1978, il museo era gestito dal Ministero dell'ambiente, delle foreste e del cambiamento climatico dell'India.
L'edificio che ospitava il museo era situato in Barakhamba Road nel quartiere di Tansen Marg nel centro di Nuova Delhi, di fronte all'ambasciata del Nepal e vicino alla stazione Connaught Place della metropolitana di Delhi.
A seguito di un grave incendio, l'intera collezione del museo è andata distrutta il 26 aprile 2016.

## Storia

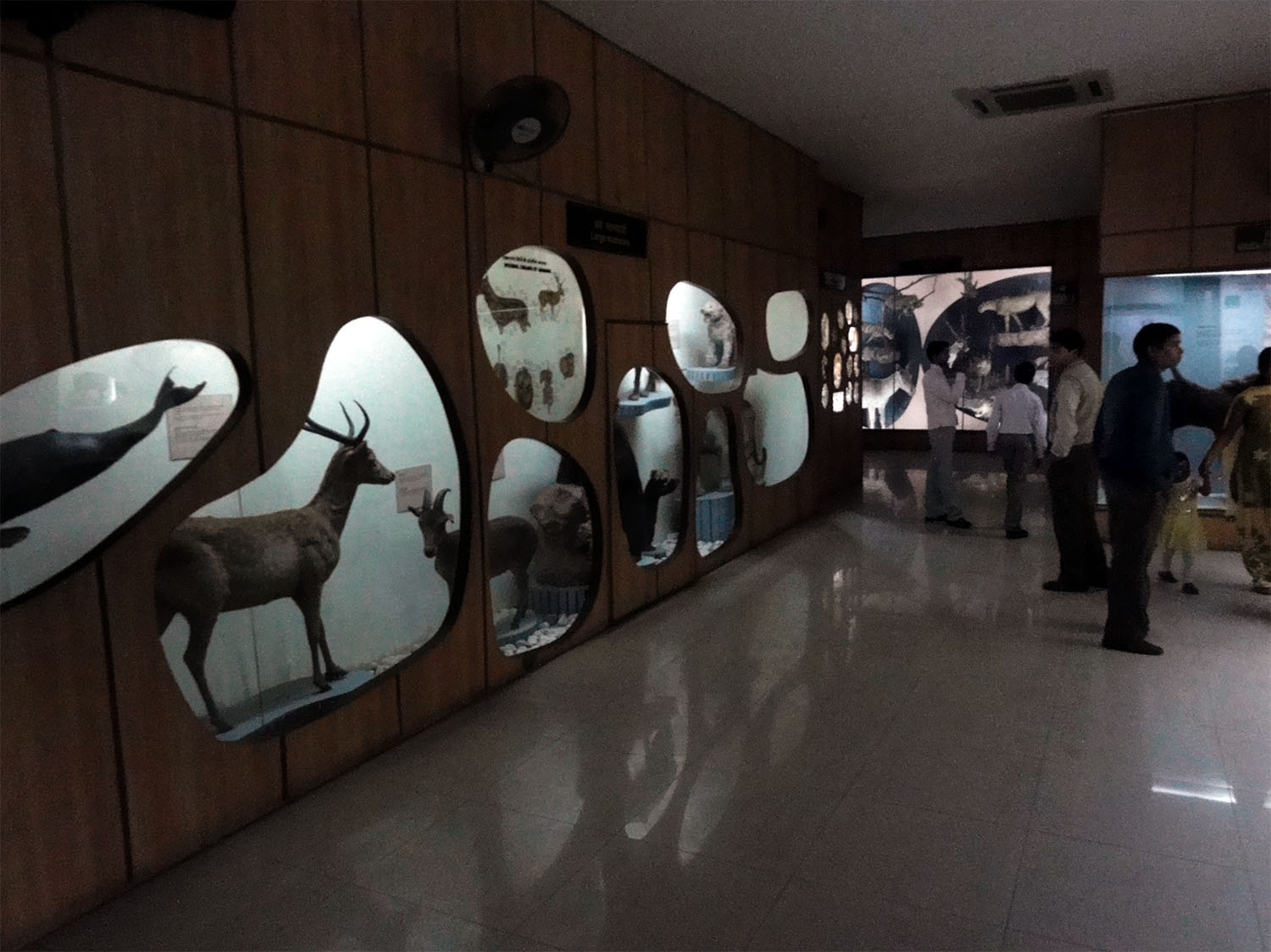
Interno del museo

ll museo fu istituito nel 1972 come parte delle celebrazioni per il 25º anniversario dell'indipendenza dell'India. Indira Gandhi, allora primo ministro dell'India, disse che l'India aveva bisogno di un museo del genere "per promuovere la consapevolezza ambientale". Dopo diversi anni di sviluppo della sua costruzione e mostre, il NMNH fu inaugurato il 5 giugno 1978, in occasione della giornata mondiale dell'ambiente.
A seguito del cattivo stato di manutenzione dell'edificio, nel 2012 furono fatti progetti per un ammontare di 2,5 miliardi di rupie al fine di spostare il museo in un nuovo edificio da realizzare in bioedilizia presso Bhairon Marg, nelle vicinanze dello zoo, del Museo nazionale della manifattura, della fortezza di Purana Qila e del Centro nazionale della scienza.
Altri musei regionali di scienze naturali si trovano in Bhopal, Bhubaneswar, Gangtok, Mysore e Sawai Madhopur.
Il 26 aprile 2016 un grave incendio scoppiato nell'edificio ha distrutto l'intera collezione del museo. , dal momento che l'impianto antincendio era fuori uso.

## Attività
La missione del NMNH è promuovere l'educazione ambientale, sia nella capitale indiana sia nei musei regionali di storia naturale in altre parti del paese. L'ente fornisce risorse didattiche per le scuole da utilizzare nei programmi di educazione ambientale e coordina i progetti di storia naturale con altre agenzie e organizzazioni, sia a livello nazionale che internazionale. Infine, conduce ricerche di storia naturale. 

## Esposizione

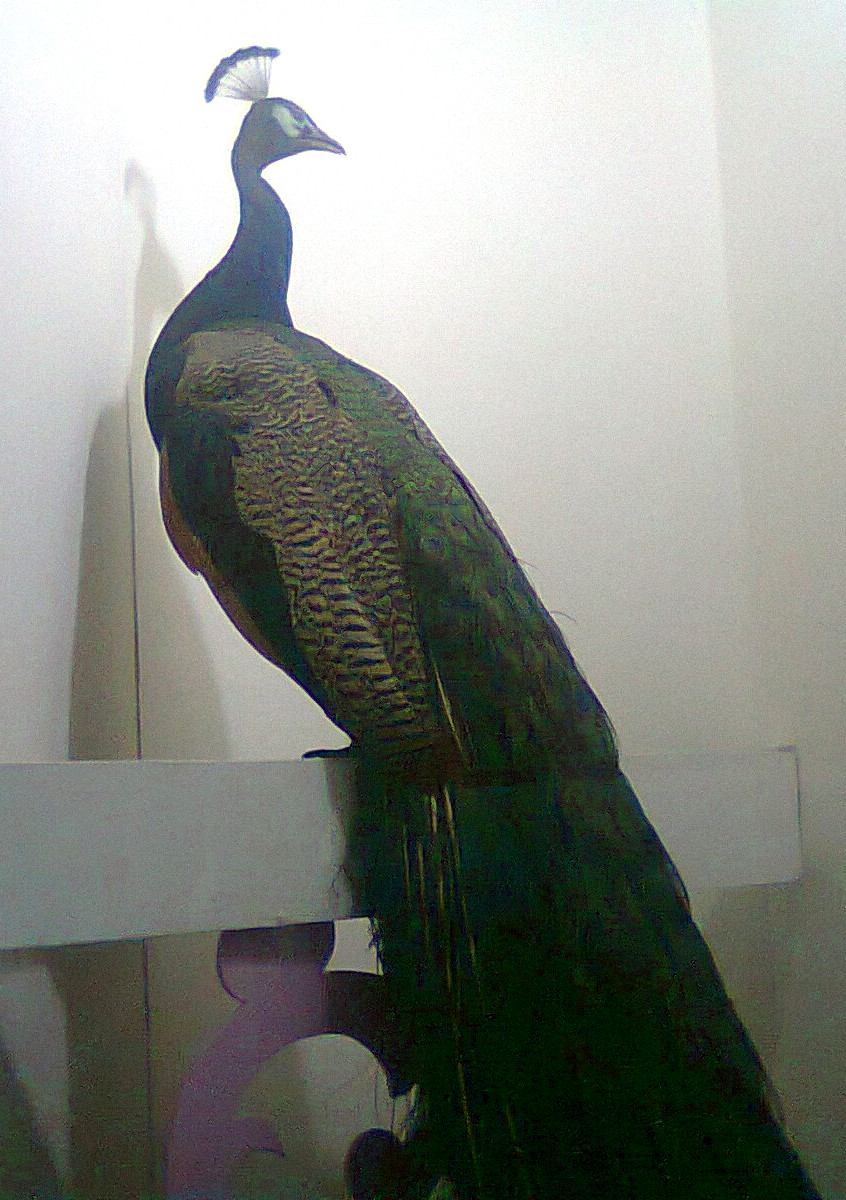
Un pavone tassidermato esposto nel museo

Le collezioni del museo includevano piante, animali e minerali dell'India ed erano suddivise in 4 sezioni:
1. La cellula: l'unità basica della vita
2. Conservazione
3. Introduzione alla storia naturale
4. Rete della natura: l'ecologia

Il museo ha una vasta collezione di filmati sulla fauna selvatica, l'ecologia, la conservazione e l'ambiente in generale, così come campioni biologici rari, tra cui esemplari erpetologici, fossili di dinosauri e animali impagliati. C'erano anche gallerie sull'origine e l'evoluzione della vita, la conservazione della natura, la catena alimentare e mostre di flora e fauna.
Un antico fossile di un sauropode di 160 milioni di anni fa e molti animali impagliati facevano parte dell'esposizione museale.